# Futbol Club Barcelona Bàsquet 2014-2015
Questa voce raccoglie le informazioni riguardanti il Futbol Club Barcelona Bàsquet nelle competizioni ufficiali della stagione 2014-2015.

## Stagione
La stagione 2014-2015 del Futbol Club Barcelona Bàsquet è la 57ª nel massimo campionato spagnolo di pallacanestro, la Liga ACB.

## Roster
Aggiornato al 14 ottobre 2021.
| FC Barcelona 2014-15 | FC Barcelona 2014-15 |
| Giocatori            | Staff tecnico        |
| -------------------- | -------------------- |

| N. | Naz.                                                   | Ruolo | Nome                    | Anno | Alt.   | Peso   |  |
| -- | ------------------------------------------------------ | ----- | ----------------------- | ---- | ------ | ------ |  |
| 5  | Stati Uniti (bandiera)                                 | AG    | Justin Doellman         | 1985 | 206 cm | 95 kg  |  |
| 6  | Svezia (bandiera) · Spagna (bandiera)                  | P     | Ludvig Håkanson         | 1996 | 192 cm | 88 kg  |  |
| 8  | Croazia (bandiera)                                     | GA    | Mario Hezonja           | 1995 | 203 cm | 100 kg |  |
| 9  | Brasile (bandiera) · Italia (bandiera)                 | P     | Marcelinho Huertas      | 1983 | 190 cm | 85 kg  |  |
| 10 | Spagna (bandiera)                                      | AP    | Álex Abrines            | 1993 | 198 cm | 86 kg  |  |
| 11 | Spagna (bandiera)                                      | G     | Juan Carlos Navarro (C) | 1980 | 192 cm | 82 kg  |  |
| 13 | Rep. Ceca (bandiera)                                   | PG    | Tomáš Satoranský        | 1991 | 201 cm | 95 kg  |  |
| 20 | Svezia (bandiera) · Spagna (bandiera)                  | AP    | Marcus Eriksson         | 1993 | 201 cm | 87 kg  |  |
| 21 | Germania (bandiera)                                    | C     | Tibor Pleiß             | 1989 | 219 cm | 122 kg |  |
| 22 | Bosnia ed Erzegovina (bandiera) · Finlandia (bandiera) | AG    | Emir Sulejmanović       | 1995 | 206 cm | 111 kg |  |
| 23 | Stati Uniti (bandiera)                                 | A     | Deshaun Thomas          | 1991 | 201 cm | 100 kg |  |
| 24 | Stati Uniti (bandiera) · Spagna (bandiera)             | G     | Brad Oleson             | 1983 | 191 cm | 88 kg  |  |
| 25 | Francia (bandiera)                                     | G     | Edwin Jackson           | 1989 | 190 cm | 91 kg  |  |
| 30 | Polonia (bandiera) · Spagna (bandiera)                 | C     | Maciej Lampe            | 1985 | 210 cm | 125 kg |  |
| 34 | Slovenia (bandiera)                                    | A     | Boštjan Nachbar         | 1980 | 206 cm | 103 kg |  |
| 44 | Croazia (bandiera)                                     | C     | Ante Tomić              | 1987 | 217 cm | 110 kg |  |
| -  | Spagna (bandiera)                                      | AG    | Màxim Esteban           | 1998 | 200 cm | 90 kg  |  |
| -  | Serbia (bandiera) · Spagna (bandiera)                  | PG    | Stefan Peno             | 1997 | 193 cm | 89 kg  |  |
| -  | Spagna (bandiera)                                      | C     | Eric Vila               | 1998 | 209 cm | 90 kg  |  |

| Allenatore                                                                          |
| - Xavi Pascual                                                                      |
| Assistente/i                                                                        |
| - David García - Iñigo Zorzano Legenda - (C) Capitano - (IN) Inattivo - Infortunato |

## Mercato

### Sessione estiva
| Acquisti | Acquisti          | Acquisti       | Acquisti      | Acquisti |
| R.a      | Nome              | da             | Modalità      |          |
| -------- | ----------------- | -------------- | ------------- | -------- |
| PG       | Tomáš Satoranský  | Siviglia       | definitivo    |          |
| A        | Deshaun Thomas    | JSF Nanterre   | definitivo    |          |
| C        | Tibor Pleiß       | Saski Baskonia | definitivo    |          |
| AG       | Justin Doellman   | Valencia       | definitivo    |          |
| AP       | Marcus Eriksson   | Manresa        | fine prestito |          |
| P        | Léo Westermann    | Partizan       | definitivo    |          |
| AG       | Emir Sulejmanović | Barcellona B   | fine prestito |          |
| G        | Marc García       | Barcellona B   | fine prestito |          |

| Cessioni | Cessioni            | Cessioni             | Cessioni                   | Cessioni |
| R.       | Nome                | a                    | Modalità                   |          |
| -------- | ------------------- | -------------------- | -------------------------- | -------- |
| P        | Jacob Pullen        | Liaoning F. Leopards | fine contratto             |          |
| C        | Marko Todorović     | Bilbao Berri         | fine contratto             |          |
| P        | Víctor Sada         | Andorra              | fine contratto             |          |
| AP       | Kōstas Papanikolaou | Houston Rockets      | definitivo (1,1 milioni €) |          |
| AC       | Joey Dorsey         | Houston Rockets      | fine contratto             |          |
| C        | Erazem Lorbek       | Free agent           | rescissione                |          |
| P        | Léo Westermann      | Limoges CSP          | prestito                   |          |
| G        | Marc García         | Manresa              | prestito                   |          |

### Dopo l'inizio della stagione
| Acquisti | Acquisti      | Acquisti | Acquisti         | Acquisti   |
| R.       | Nome          | da       | Data             | Modalità   |
| -------- | ------------- | -------- | ---------------- | ---------- |
| G        | Edwin Jackson | ASVEL    | 20 dicembre 2014 | definitivo |

| Cessioni | Cessioni          | Cessioni  | Cessioni       | Cessioni |
| R.       | Nome              | a         | Data           | Modalità |
| -------- | ----------------- | --------- | -------------- | -------- |
| AG       | Emir Sulejmanović | Orlandina | 15 aprile 2015 | prestito |